# پتخ تیکوا

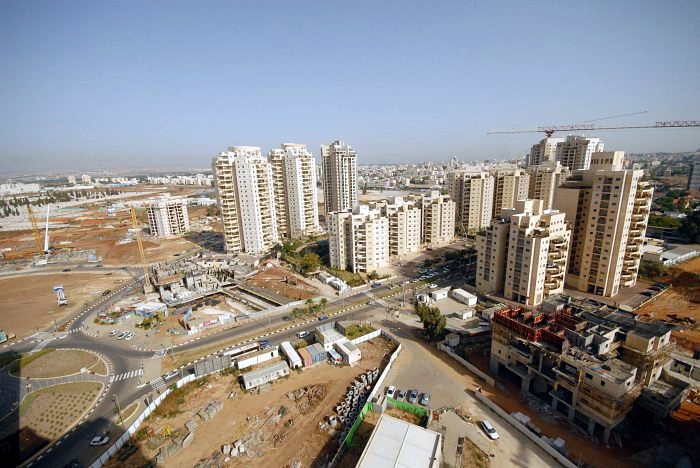
ساختمان‌هایی در شهر پتح تیکوا.

پـِتَخ تیکْوا (به عبری: פתח-תקווה) یکی از شهرهای اسرائیل است. شهر پتخ تیکوا یکی از چند شهر بهم پیوسته‌ای است که منطقه کلان‌شهری تل‌آویو را تشکیل می‌دهند.
بخش عمده این شهر محل سکونت لایه‌های کم‌درآمد شهری و یهودیان مهاجری است که از روسیه، یمن، سومالی، سودان و خیلی کشورهای دیگر به اسرائیل آمده‌اند.
گورستان یرکون، اصلی‌ترین گورستان در منطقه کلان‌شهری تل‌آویو و در محدودهٔ شهری پتخ تیکوا و در کنار رودخانه یرکون واقع شده‌است.